# Lisa McClain
Lisa Carmella McClain, nata Iovannisci (Stockbridge, 7 aprile 1966), è una politica statunitense, membro della Camera dei Rappresentanti per lo stato del Michigan dal 2021.

## Biografia
Nata in una famiglia italoamericana, Lisa McClain studiò presso l'Università Northwood e lavorò per undici anni come dipendente di American Express, per poi divenire vicedirettrice della società di servizi finanziari Hantz Group.
Entrata in politica con il Partito Repubblicano, nel 2020 si candidò alla Camera dei Rappresentanti per il seggio lasciato da Paul Mitchell e riuscì ad essere eletta deputata, pur non avendo mai ricoperto incarichi politici prima di allora, in una tornata elettorale particolarmente favorevole alle donne candidate con il Partito Repubblicano.